# Nepalomyia langi
Nepalomyia langi är en tvåvingeart som först beskrevs av Yang och Saigusa 2001.  Nepalomyia langi ingår i släktet Nepalomyia och familjen styltflugor. Inga underarter finns listade i Catalogue of Life.